# Boulevard du Saint-Maurice
Pour les articles homonymes, voir Rivière Saint-Maurice et Saint-Maurice.
Le boulevard du Saint-Maurice est une voie de communication située à Trois-Rivières, en Mauricie, au Québec (Canada), créée en 1856.

## Situation et accès
Boulevard urbain du centre-ville de Trois-Rivières, le boulevard du Saint-Maurice s'articule sur un axe est-ouest à partir du pont Duplessis et de la rivière Saint-Maurice, jusqu'à la rue Champflour et la gare de Trois-Rivières, sur une courte distance de 1.4 km.
Il est accessible par la route 138, aussi connue sous le nom de Chemin du Roy.

## Origine du nom
Le nom du boulevard du Saint-Maurice doit son origine à la rivière à laquelle il conduit.

## Historique

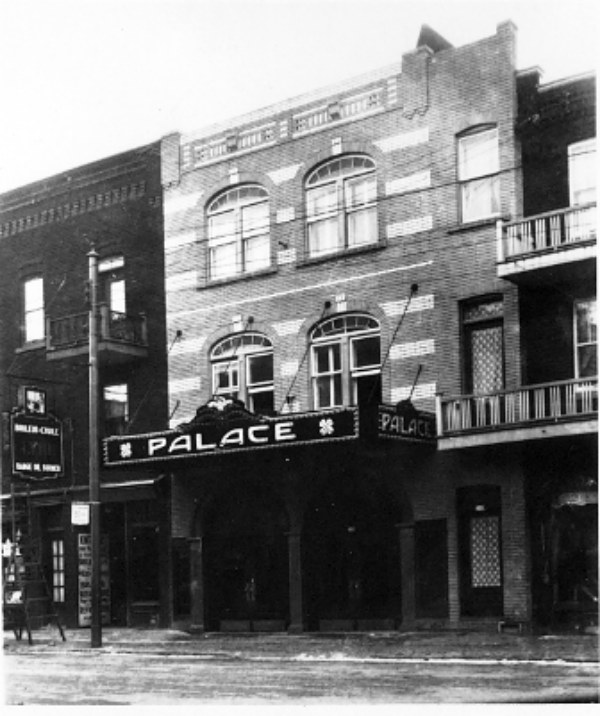
Théâtre Palace, 1935.

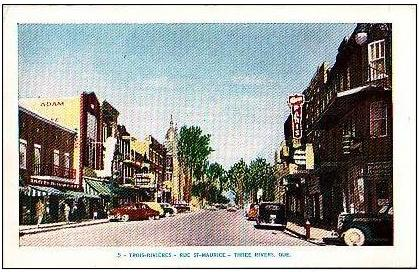
Carte postale du boulevard du Saint-Maurice, vers 1944.

En 1856, la route marque la limite nord de l'étalement du noyau urbain.
Elle est baptisée sous le nom de rue des Ponts entre son ouverture en 1856 jusqu'en 1890, puis sous l'odonyme de « rue Saint-Maurice » entre 1890 et 2004. 
La Corporation du collège de Trois-Rivières déménage en 1867 de la rue des Casernes située sur la colline du Platon et achète d'Edward Barnard un vaste terrain formé par le carré des rues Sainte-Geneviève, Laviolette, Saint-François-Xavier et des Ponts, puis procède en 1873 à l'inauguration du Séminaire à tourelles.
En 1876, la Cité des Trois-Rivières commande la construction d'un système d'aqueduc sur la rue des Ponts, la station de pompage alors situé sur la rive ouest du Saint-Maurice utilise des tuyaux de fonte et les pompes sont activées par un moteur à vapeur. 
La North Shore Power Company s'implante en 1897, elle sera le distributeur exclusif de l’électricité à Trois-Rivières dans les débuts de l'électrification de la ville. 
Au tournant du XXe siècle, l'industriel Charles Ross Whitehead inaugure sur la rue Saint-Maurice la Wabasso Cotton Company Limited. La Cité des Trois-Rivières connait alors une explosion démographique. La route se trouve désormais au cœur d'un nouveau noyau de peuplement urbain résultant du boom industriel naissant dans la vallée du Saint-Maurice et de l'exode rural.
L’artère se transforme en secteur commercial dès le commencement des années 1930, on compte parmi les établissements le Théâtre Palace qui deviendra le Cinéma de Paris, des restaurants, des concessions automobile, des boutiques de vêtements et des bijouteries.
Elle se situe au cœur des « Premiers quartiers de Trois-Rivières ».  Les rues à proximité du boulevard sont pour la plupart relativement étroites. Les immeubles résidentiels y possèdent typiquement un balcon muni d'un escalier, disposés à l'extérieur du bâtiment. De nos jours le boulevard du Saint-Maurice a principalement une vocation résidentielle et commerciale. On y retrouve en outre une caserne de pompier, une école secondaire, un musée et une église. 

## Bâtiments remarquables et lieux de mémoire

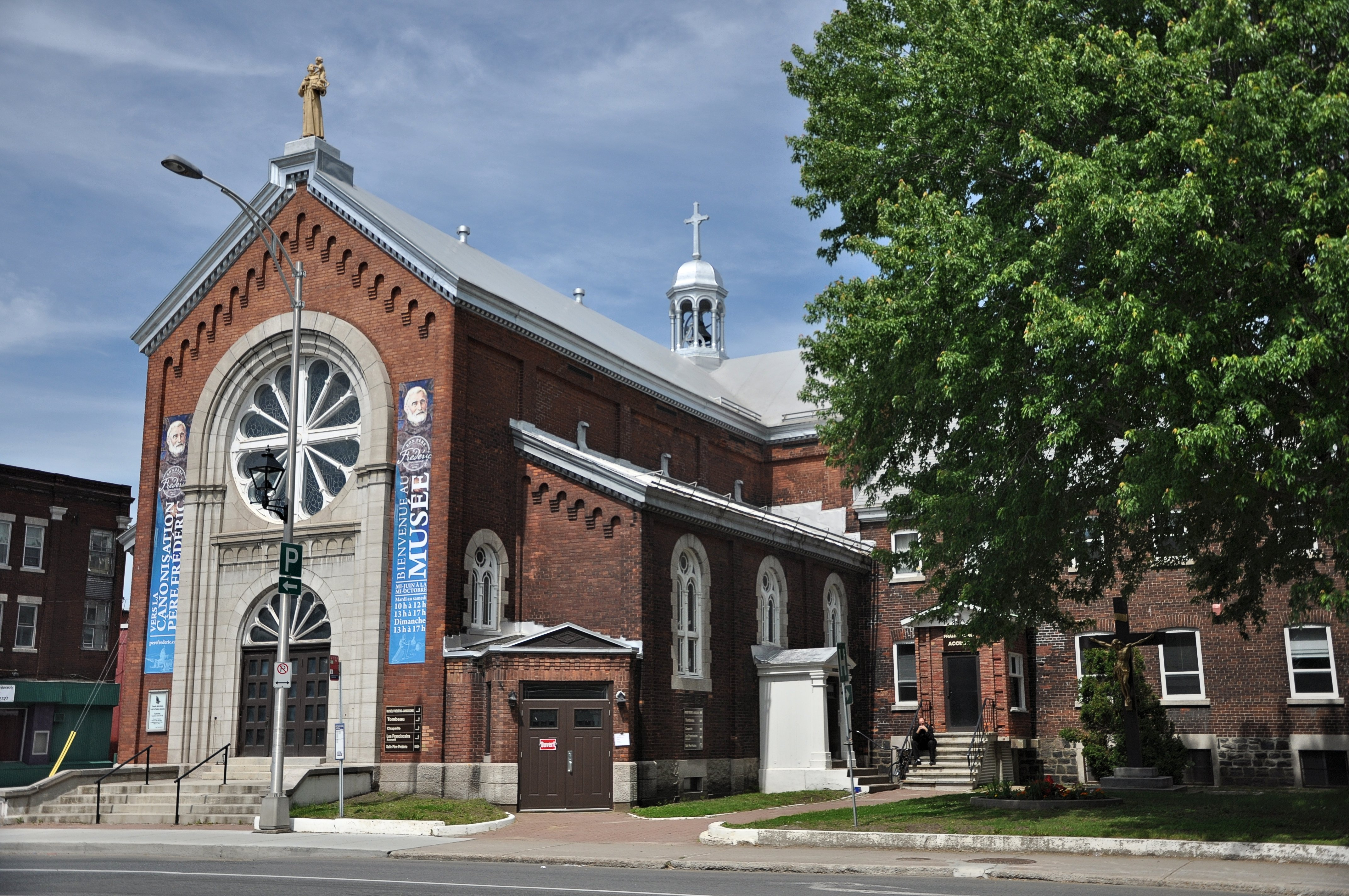
Musée du Père Frédéric Janssoone.
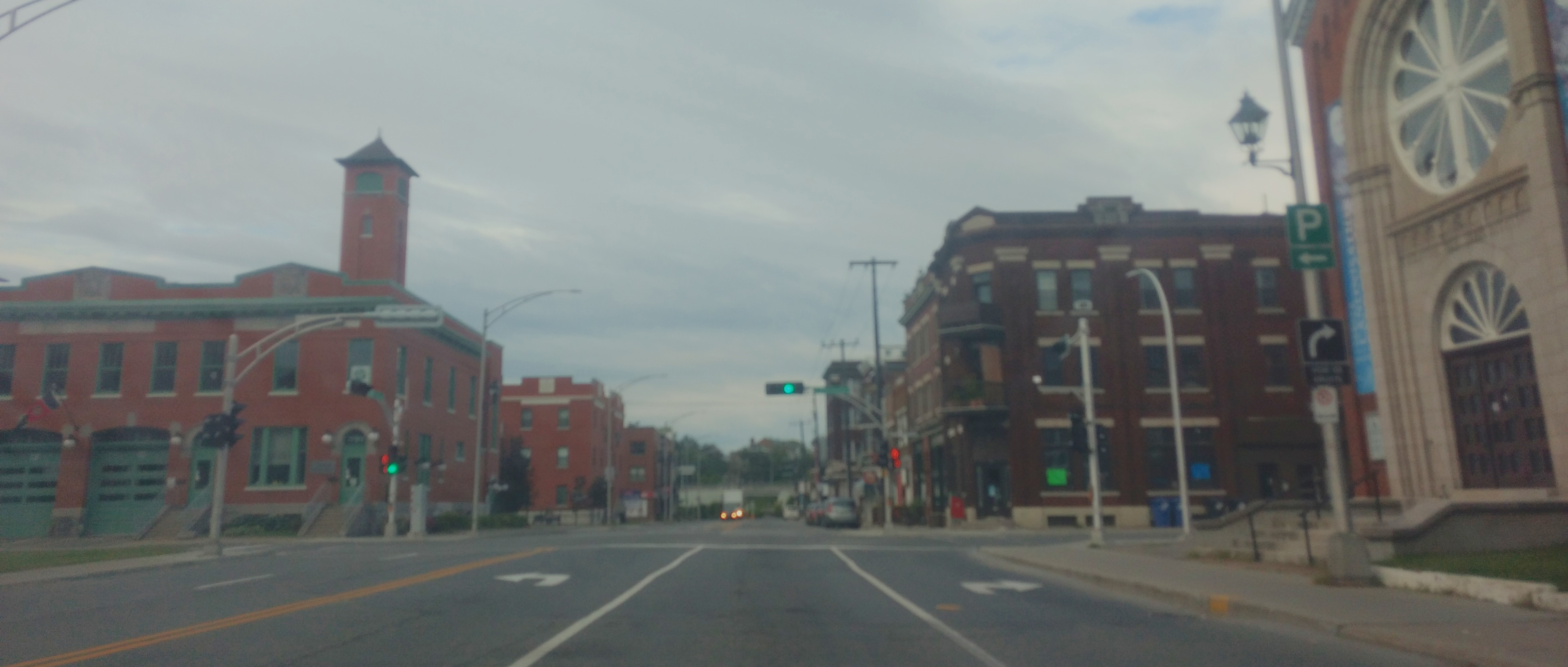
Boulevard du Saint-Maurice face à l'église Notre-Dame-des-Sept-Allégresses.
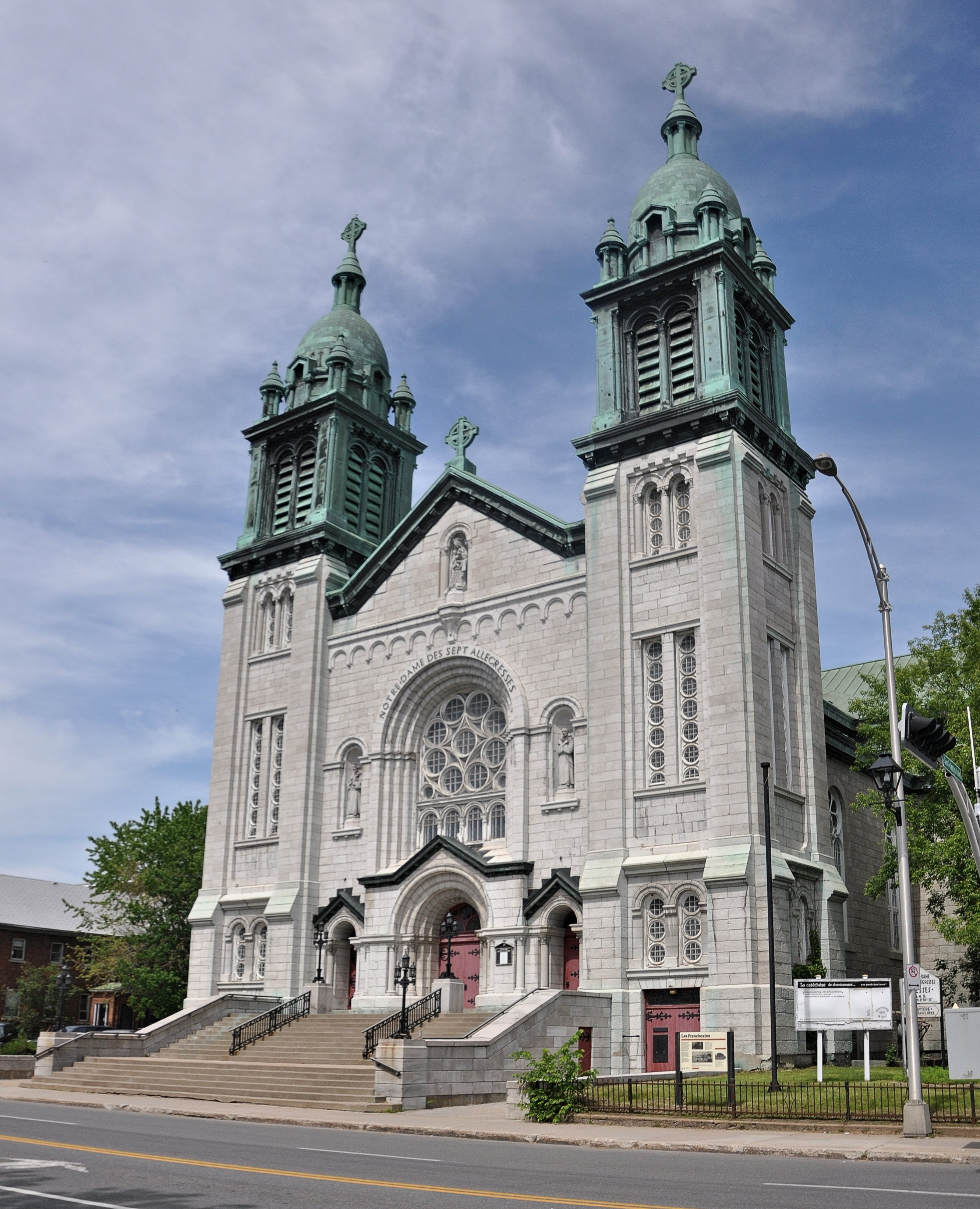
Église Notre-Dame-des-Sept-Allégresses.